# Ralph Fiennes
Ralph Nathaniel Twisleton-Wykeham-Fiennes, (Ipswich, Inglaterra, 22 de diciembre de 1962), conocido artísticamente como Ralph Fiennes (/ˈreɪf ˈfaɪnz/), es un actor y director británico, nominado tres veces al Premio Oscar.

## Biografía
Hijo del fotógrafo y terrateniente Mark Fiennes (1933-2004), procedente de una familia de aristócratas e industriales de origen normando y la escritora Jennifer Lash (1938-1993), Ralph es el mayor de un total de seis hijos del matrimonio. Entre ellos destacan el actor Joseph Fiennes y la directora Martha Fiennes, quien dirigió una película basada en la novela en verso Eugenio Oneguin del ruso Aleksandr Pushkin en la que actuó el propio Ralph en el papel protagonista y que lleva por título Onegin  (1999). Es tío del actor y modelo Hero Fiennes Tiffin.
En 1973, la familia Fiennes se mudó a Irlanda, donde vivieron en el condado de Kilkenny, mientras que Ralph y sus hermanos fueron educados en casa por sus padres. Luego, la familia se mudó a Salisbury, en Inglaterra, donde Fiennes terminó su educación y empezó a asistir al Chelsea College of Arts. Posteriormente, asistió a la Royal Academy of Dramatic Art y se unió a la Royal Shakespeare Company en 1988. En 1992, hizo su primera aparición en la pantalla grande interpretando a Heathcliff en la película Cumbres Borrascosas, basada en la obra homónima de Emily Brontë, junto con la actriz Juliette Binoche. 
Fue su actuación como el comandante nazi Amon Göth en la película La lista de Schindler, dirigida por Steven Spielberg, la que lo llevó a la nominación al premio Óscar en la categoría de actor de reparto. Repetiría nominación al Óscar, esta vez como actor protagonista en 1996 por su papel en la película El paciente inglés, dirigida por Anthony Minghella.
En 2005, interpretó al villano Lord Voldemort en Harry Potter y el cáliz de fuego, papel que repetiría en Harry Potter y la Orden del Fénix (2007), Harry Potter y las Reliquias de la Muerte: parte 1 (2010) y Harry Potter y las Reliquias de la Muerte: parte 2 (2011). En las películas es alterado por medio de efectos especiales, entre los que destaca la ausencia de su nariz.
También destacó su participación como oficial Gareth Mallory / 'M', en la saga de James Bond: Skyfall (2012), Spectre (2015) y Sin tiempo para morir (2021).
Otros títulos de su filmografía son Oscar and Lucinda (1997), Sunshine (1999), Red Dragon (2002), El jardinero fiel (2005), The Duchess (2008), The Hurt Locker (2009), Furia de titanes (2010) y su secuela: Wrath of the Titans (2012). 

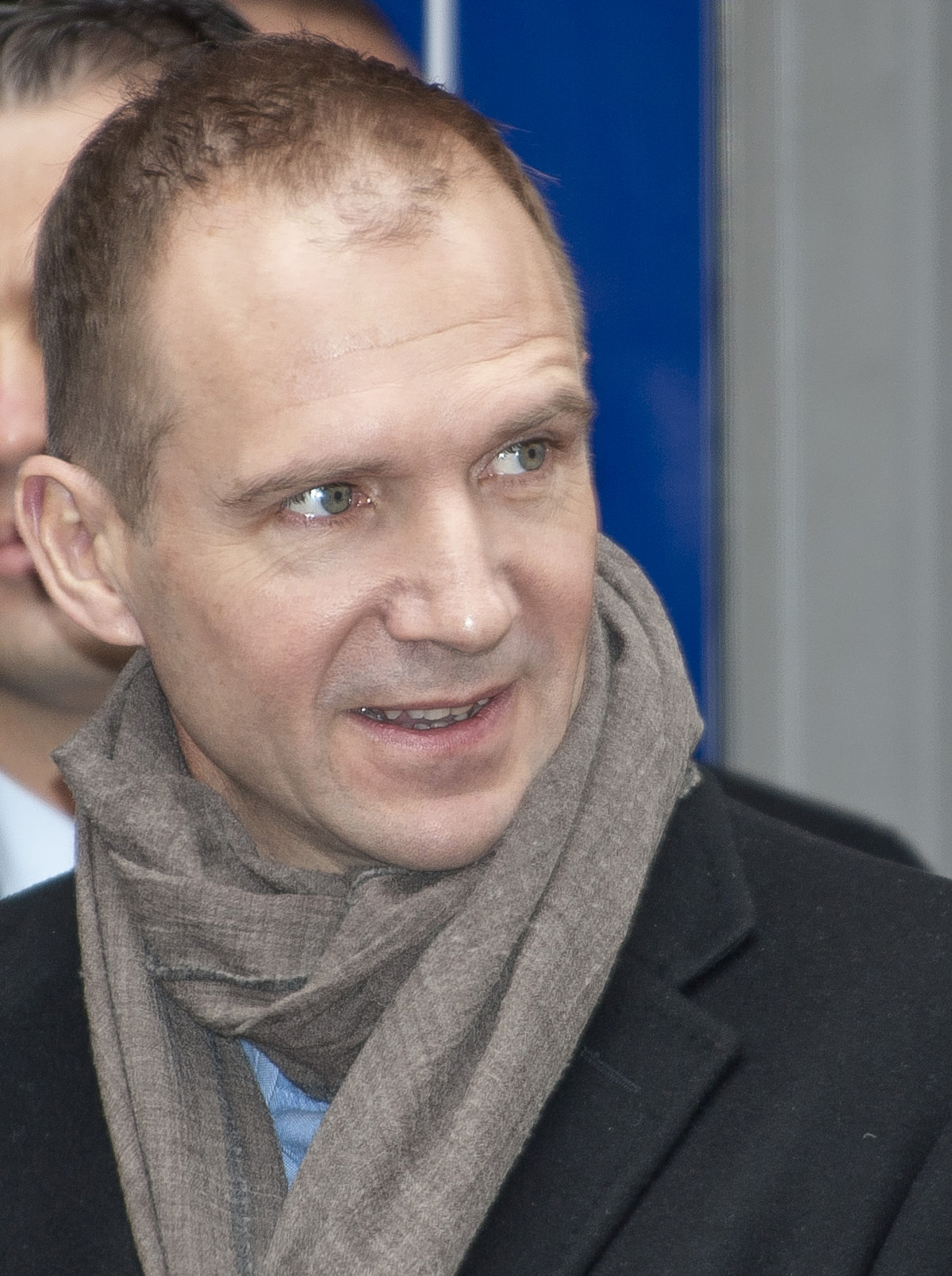
Fiennes en el Festival Internacional de Cine de Berlín, en 2011.

Rodó su primera película como director cinematográfico: Coriolanus (2011),  adaptación cinematográfica de la tragedia Coriolano de William Shakespeare. En 2013, vuelve a dirigir otro filme, The Invisible Woman (2013), biografía de Charles Dickens (interpretado por el propio Fiennes) que, en el apogeo de su carrera, conoce a una mujer joven que se convierte en su amante secreta hasta su muerte.
Aunque no es comúnmente conocido como un actor cómico, en 2014, Fiennes impresionó por su ridículo papel como el conserje Monsieur Gustave en la comedia dramática de Wes Anderson, The Grand Budapest Hotel. Fiennes usó su tiempo como joven portero en el Brown's Hotel de Londres para ayudar a construir el personaje. Un crítico de cine declaró: "Al final, es Fiennes quien causa la mayor impresión. Su entrega estilizada y rápida, su ingenio seco y sus alegres blasfemias mantienen la película burbujeante". Por su actuación, Fiennes fue nominado para el Premio Globo de Oro al mejor actor - Comedia o musical y el Premio BAFTA al mejor Actor. La revista de cine Empire clasificó la interpretación de Fiennes como el decimoséptimo personaje cinematográfico más grande de todos los tiempos.

## Filmografía

### Largometrajes
| Año  | Película                                           | Personaje                                   | Ref.        |
| ---- | -------------------------------------------------- | ------------------------------------------- | ----------- |
| 1992 | Cumbres Borrascosas                                | Heathcliff                                  |             |
| 1993 | The Baby of Mâcon                                  | El hijo del obispo                          |             |
| 1993 | La lista de Schindler                              | Amon Göth                                   |             |
| 1994 | Quiz Show: El dilema                               | Charles Van Doren                           |             |
| 1995 | Días extraños                                      | Lenny Nero                                  |             |
| 1996 | El paciente inglés                                 | László Almásy                               |             |
| 1997 | Oscar y Lucinda                                    | Oscar Hopkins                               |             |
| 1998 | Los vengadores                                     | John Steed                                  |             |
| 1998 | El príncipe de Egipto                              | Ramsés II (voz)                             | [ 3 ]       |
| 1999 | Sunshine                                           | Ignatz Sonnenschein / Adam Sors / Ivan Sors |             |
| 1999 | Onegin                                             | Eugenio Oneguin                             |             |
| 1999 | The End of the Affair                              | Maurice Bendrix                             |             |
| 2000 | The Miracle Maker                                  | Jesús (voz)                                 | [ 3 ]       |
| 2002 | Spider                                             | Dennis "Spider" Cleg                        |             |
| 2002 | El buen ladrón                                     | Tony Angel                                  |             |
| 2002 | Red Dragon                                         | Francis Dolarhyde                           |             |
| 2002 | Maid in Manhattan                                  | Christopher Marshall                        |             |
| 2005 | The Chumscrubber                                   | Mayor Michael Ebbs                          |             |
| 2005 | Alta sociedad                                      | Stephen Tulloch                             |             |
| 2005 | El jardinero fiel                                  | Justin Quayle                               |             |
| 2005 | Wallace & Gromit: The Curse of the Were-Rabbit     | Lord Victor Quartermaine (voz)              | [ 3 ]       |
| 2005 | La condesa rusa                                    | Todd Jackson                                |             |
| 2005 | Harry Potter y el cáliz de fuego                   | Lord Voldemort                              |             |
| 2006 | Land of the Blind                                  | Joe                                         |             |
| 2007 | Harry Potter y la Orden del Fénix                  | Lord Voldemort                              |             |
| 2008 | In Bruges                                          | Harry Waters                                |             |
| 2008 | La duquesa                                         | Guillermo Cavendish, duque de Devonshire    |             |
| 2008 | The Reader                                         | Older Michael Berg                          |             |
| 2009 | The Hurt Locker                                    | Jefe de mercenarios militares               |             |
| 2009 | Harry Potter y el misterio del príncipe            | Lord Voldemort                              |             |
| 2010 | Cruce de destinos                                  | Mr. Kendrick                                |             |
| 2010 | Furia de titanes                                   | Hades                                       |             |
| 2010 | Nanny McPhee and the Big Bang                      | Lord Gray                                   |             |
| 2010 | The Wildest Dream                                  | George Mallory                              |             |
| 2010 | Harry Potter y las reliquias de la Muerte: parte 1 | Lord Voldemort                              |             |
| 2011 | Harry Potter y las reliquias de la Muerte: parte 2 | Lord Voldemort                              |             |
| 2011 | Coriolanus                                         | Coriolanus                                  |             |
| 2012 | Wrath of the Titans                                | Hades                                       |             |
| 2012 | Skyfall                                            | Gareth Mallory / M                          |             |
| 2012 | Grandes esperanzas                                 | Magwitch                                    |             |
| 2013 | La mujer invisible                                 | Charles Dickens                             |             |
| 2014 | El Gran Hotel Budapest                             | Monsieur Gustave H.                         |             |
| 2014 | Dos mujeres                                        | M.A. Rakitin                                |             |
| 2015 | Cegados por el sol                                 | Harry Hawkes                                |             |
| 2015 | Spectre                                            | Gareth Mallory / M                          |             |
| 2016 | Hail, Caesar!                                      | Laurence Laurentz                           |             |
| 2016 | Kubo and the Two Strings                           | Moon King / Raiden (voz)                    |             |
| 2017 | The Lego Batman Movie                              | Alfred Pennyworth (voz)                     | [ 3 ]       |
| 2017 | Mar de lágrimas                                    | Próspero                                    |             |
| 2018 | The White Crow                                     | Aleksandr Pushkin                           |             |
| 2018 | Holmes and Watson                                  | Professor Moriarty / Jacob Musgrave         |             |
| 2019 | Secretos de estado                                 | Ben Emmerson                                |             |
| 2019 | The Lego Movie 2: The Second Part                  | Alfred Pennyworth (voz)                     | [ 3 ]       |
| 2020 | Dolittle                                           | Barry (voz)                                 | [ 3 ]       |
| 2021 | The Dig                                            | Basil Brown                                 |             |
| 2021 | No Time to Die                                     | Gareth Mallory / M                          |             |
| 2021 | The Forgiven                                       | David Henninger                             |             |
| 2021 | The King's Man                                     | Orlando, Duque of Oxford                    |             |
| 2022 | El menú                                            | Chef Julian Slowik                          |             |
| 2024 | Macbeth: Ralph Fiennes & Indira Varma              | Macbeth                                     | [ 4 ] [ 5 ] |
| 2024 | The Return                                         | Odiseo                                      |             |
| 2024 | Cónclave                                           | Cardenal Thomas Lawrence                    |             |
| 2025 | 28 Years Later                                     | Dr. Kelson                                  |             |
| 2025 | The Choral                                         | Dr. Henry Guthrie                           |             |
| 2026 | 28 Years Later Part 2: The Bone Temple             | Dr. Kelson                                  |             |
| 2026 | The Hunger Games: Sunrise on the Reaping           | Coriolanus Snow                             |             |

### Cortometrajes
| Año  | Título original                    | Personaje               |
| ---- | ---------------------------------- | ----------------------- |
| 2023 | The Wonderful Story of Henry Sugar | Roald Dahl / El Policía |
| 2023 | The Swan                           | Roald Dahl              |
| 2023 | The Rat Catcher                    | Roald Dahl / Rat Man    |
| 2023 | Poison                             | Roald Dahl              |
| 2023 | Coast                              | él mismo                |

### Televisión
| Año     | Trabajo                                           | Personaje         | Notas                           |
| ------- | ------------------------------------------------- | ----------------- | ------------------------------- |
| 1990    | A Dangerous Man: Lawrence After Arabia            | T. E. Lawrence    | Película para televisión        |
| 1991    | Prime Suspect                                     | Michael           | 2 episodios                     |
| 2008    | Bernard and Doris                                 | Bernard Lafferty  | Película para televisión, HBO   |
| 2011    | Page Eight                                        | Alec Beasley      | Película para televisión, PBS   |
| 2011–14 | Rev.                                              | Obispo de Londres | 2 episodios                     |
| 2014    | Turks & Caicos                                    | Alec Beasley      | Película para televisión        |
| 2014    | Salting the Battlefield                           | Alec Beasley      | Película para televisión        |
| 2022    | Harry Potter 20th Anniversary: Regreso a Hogwarts | Él mismo          | Especial de televisión, HBO Max |

## Reconocimientos
Premios Óscar
| Año  | Categoría              | Película              | Resultado | Ref.  |
| ---- | ---------------------- | --------------------- | --------- | ----- |
| 1994 | Mejor actor de reparto | La lista de Schindler | Nominado  | [ 6 ] |
| 1997 | Mejor actor            | El paciente inglés    | Nominado  | [ 6 ] |
| 2025 | Mejor actor            | Cónclave              | Nominado  | [ 6 ] |

Premios Globo de Oro
| Año  | Categoría                            | Película               | Resultado | Ref.  |
| ---- | ------------------------------------ | ---------------------- | --------- | ----- |
| 1993 | Mejor actor de reparto               | La lista de Schindler  | Nominado  | [ 6 ] |
| 1996 | Mejor actor - Drama                  | El paciente inglés     | Nominado  | [ 6 ] |
| 2009 | Mejor actor de reparto               | The Duchess            | Nominado  | [ 6 ] |
| 2009 | Mejor actor de miniserie o telefilme | Bernard and Doris      | Nominado  | [ 6 ] |
| 2014 | Mejor actor - Comedia o musical      | El Gran Hotel Budapest | Nominado  | [ 6 ] |
| 2025 | Mejor actor - Drama                  | Cónclave               | Nominado  | [ 6 ] |

Premios BAFTA
| Año  | Categoría                                             | Película               | Resultado | Ref.  |
| ---- | ----------------------------------------------------- | ---------------------- | --------- | ----- |
| 1993 | Mejor actor de reparto                                | La lista de Schindler  | Ganador   | [ 6 ] |
| 1996 | Mejor actor                                           | El paciente inglés     | Candidato | [ 6 ] |
| 1999 | Mejor actor                                           | El fin del romance     | Candidato | [ 6 ] |
| 2006 | Mejor actor                                           | El jardinero fiel      | Candidato | [ 6 ] |
| 2011 | Mejor director, guionista o productor británico novel | Coriolanus             | Candidato | [ 6 ] |
| 2014 | Mejor actor                                           | El Gran Hotel Budapest | Candidato | [ 6 ] |
| 2024 | Mejor actor                                           | Cónclave               | Candidato | [ 6 ] |

Premios Primetime Emmy
| Año  | Categoría                           | Película          | Resultado | Ref.  |
| ---- | ----------------------------------- | ----------------- | --------- | ----- |
| 2008 | Mejor actor - Miniserie o telefilme | Bernard and Doris | Candidato | [ 6 ] |

Premios del Sindicato de Actores
| Año  | Categoría                                         | Película           | Resultado | Ref.     |       |
| ---- | ------------------------------------------------- | ------------------ | --------- | -------- | ----- |
| 1996 | Mejor actor                                       | El paciente inglés | Candidato | [ 6 ]    |       |
| 1996 | Mejor reparto                                     | El paciente inglés | Candidato | [ 6 ]    |       |
| 2009 | Mejor reparto                                     | The Hurt Locker    | Candidato | [ 6 ]    |       |
| 2009 | Mejor actor de televisión - Miniserie o telefilme | Bernard and Doris  | Candidato | [ 6 ]    |       |
| 2025 | Mejor actor en un papel principal                 | Cónclave           |           | Nominado | [ 7 ] |

Premios del Cine Europeo
| Año  | Categoría           | Película | Resultado | Ref.  |
| ---- | ------------------- | -------- | --------- | ----- |
| 1999 | Mejor actor europeo | Sunshine | Ganador   | [ 6 ] |

Premios Satellite
| Año  | Categoría                           | Película           | Resultado | Ref.  |
| ---- | ----------------------------------- | ------------------ | --------- | ----- |
| 1996 | Mejor actor - Drama                 | El paciente inglés | Candidato | [ 6 ] |
| 2008 | Mejor actor - Miniserie o telefilme | Bernard and Doris  | Candidato | [ 6 ] |

Premios Saturn
| Año  | Categoría              | Película                                           | Resultado | Ref.  |
| ---- | ---------------------- | -------------------------------------------------- | --------- | ----- |
| 1995 | Mejor actor            | Días extraños                                      | Candidato | [ 6 ] |
| 2002 | Mejor actor de reparto | Red Dragon                                         | Candidato | [ 6 ] |
| 2011 | Mejor actor de reparto | Harry Potter y las Reliquias de la Muerte: parte 2 | Candidato | [ 6 ] |

Premios Tony
| Año  | Categoría                                   | Obra         | Resultado | Ref.  |
| ---- | ------------------------------------------- | ------------ | --------- | ----- |
| 1995 | Mejor actor principal en una obra de teatro | Hamlet       | Ganador   | [ 8 ] |
| 2006 | Mejor actor principal en una obra de teatro | Faith Healer | Candidato | [ 8 ] |

Festival Internacional de Cine de Berlín
| Año  | Categoría  | Película   | Resultado | Ref.  |
| ---- | ---------- | ---------- | --------- | ----- |
| 2011 | Oso de Oro | Coriolanus | Candidato | [ 6 ] |